# Alexander Filipović

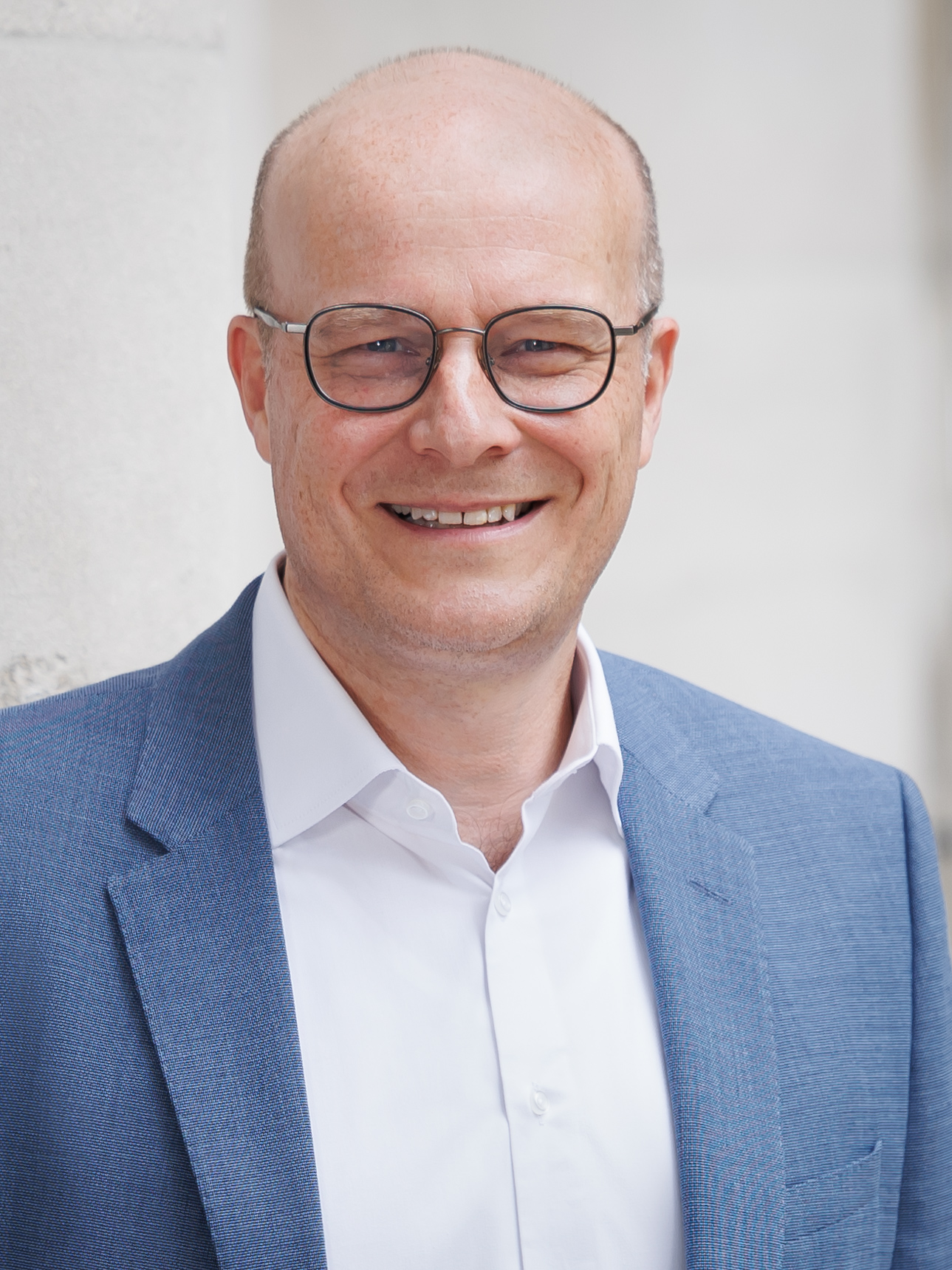
Alexander Filipović, 2024

Alexander Filipović (* 8. Januar 1975 in Bremen) ist ein deutscher Sozialethiker, Medienethiker und Theologe. Seit Februar 2021 ist er Professor für Christliche Sozialethik an die Katholisch-Theologischen Fakultät der Universität in Wien.

## Biografie
Alexander Filipović studierte an der Otto-Friedrich-Universität Bamberg Katholische Theologie, Kommunikationswissenschaft und Germanistik. Sein Magisterstudium schloss er 2000 mit einer Arbeit über Public Relations und Ethik ab. Seine Dissertation verfasste er zunächst mit einem Stipendium der Studienstiftung des deutschen Volkes; ab 2002 war er wissenschaftlicher Mitarbeiter am Lehrstuhl für „Christliche Soziallehre und Allgemeine Religionssoziologie“ an der Katholisch-Theologischen Fakultät der Otto-Friedrich-Universität Bamberg. Seine medienethische Dissertation mit dem Titel „Christliche Sozialethik und die öffentliche Kommunikation der Wissensgesellschaft“ (begutachtet von Marianne Heimbach-Steins und Rüdiger Funiok) wurde 2006 mit dem Kulturpreis Bayern ausgezeichnet. In den Wintersemestern 2007/2008 und 2008/2009 nahm er Lehraufträge in Medienethik an der Technischen Universität Ilmenau und in Philosophie an der Pädagogischen Hochschule Ludwigsburg wahr.
2009 wechselte er nach Münster, wo er am Institut für Christliche Sozialwissenschaften der Westfälischen Wilhelms-Universität arbeitete. Dort war er Mitglied der Redaktion des Jahrbuchs für Christliche Sozialwissenschaften, deren Schriftleitung er von 2010 bis 2013 innehatte.
In seiner Habilitation (abgeschlossen 2012), begutachtet durch Marianne Heimbach-Steins und Klaus Müller, beschäftigte er sich mit grundlegenden Fragen der Moralphilosophie bzw. der angewandten Ethik unter Rückgriff auf den philosophischen Pragmatismus.
Seit Herbst 2011 ist er Berater der Publizistischen Kommission der Deutschen Bischofskonferenz und Mitautor des medienethischen Impulspapiers Virtualität und Inszenierung der Deutschen Bischofskonferenz. Seit April 2021 ist er zugewähltes Mitglied im Zentralkomitee der deutschen Katholiken (ZdK).
Die CDU/CSU-Bundestagsfraktion benannte ihn als Sachverständigen für die 2018 konstituierte Enquete-Kommission Künstliche Intelligenz – Gesellschaftliche Verantwortung und wirtschaftliche, soziale und ökologische Potenziale.
Filipović ist zudem als Experte für das 2016 gegründete Konsultingunternehmen dimension2 economics & philosophy consult GmbH tätig.

## Medienethik
Filipović ist seit 2002 in der Arbeitsgruppe Netzwerk Medienethik aktiv. Zwischen 2009 und 2014 war er Sprecher bzw. Co-Sprecher der Fachgruppe Kommunikations- und Medienethik innerhalb der Deutschen Gesellschaft für Publizistik- und Kommunikationswissenschaft (DGPuK). Er nahm als Experte für Medienethik am 12. Petersburger Dialog in Moskau teil. In seinem Weblog und gelegentlich in der Presse erscheinen von ihm medienethische Stellungnahmen zur aktuellen medialen Berichterstattung, z. B. zur Wulff-Affäre oder zu den Fotoaufnahmen von Alan Kurdi.
Er ist Mitherausgeber der medienethischen Zeitschrift Communicatio Socialis und der Schriftenreihe „Kommunikations- und Medienethik“. Seit 2016 ist er zusammen mit Klaus-Dieter Altmeppen Leiter des neu gegründeten zem::dg – Zentrum für Ethik der Medien und der Digitalen Gesellschaft.
Der Stiftungslehrstuhl für Medienethik an der Hochschule für Philosophie München, den Filipović seit September 2013 innehatte, wurde von den Stiftern zunächst über fünf Jahre finanziert. Zu den Stiftern gehörten neben den Institutionen Bayerischer Rundfunk, ZDF, Hubert Burda Media, Evangelisch-Lutherische Kirche in Bayern, Deutsche Bischofskonferenz, Bayerische Landeszentrale für neue Medien und Verband Bayerischer Zeitungsverleger auch Einzelpersonen wie der Medienunternehmer Thomas Haffa, dessen Wirken als Vorstandsvorsitzender der EM.TV AG Anlass zu Skandalmeldungen gab.
Seit Ende 2020 erforscht Filipović an der Hochschule in einem Projekt zur digitalen ethischen Entscheidungshilfe für Konfliktsituationen den Einsatz künstlicher Intelligenz als Entscheidungshilfe für ethische Konfliktfälle im Bereich der Kindswohlgefährdung.

## Veröffentlichungen (Auswahl)
- mit Ingrid Stapf und Marlis Prinzing (Hrsg.): Gesellschaft ohne Diskurs? Digitaler Wandel und Journalismus aus medienethischer Perspektive. Baden-Baden: Nomos 2017 (Kommunikations- und Medienethik, 5), DOI: 10.5771/9783845279824.
- Filipović, Alexander (2017): Gemeinwohl als medienethischer Begriff. Über öffentliche Kommunikation und gesellschaftliche Mitverantwortung. In: Communicatio Socialis 50 (1), S. 9–19. DOI: 10.5771/0010-3497-2017-1-9.
- mit Christopher Koska: Gestaltungsfragen der Digitalität. Zu den sozialethischen Herausforderungen von künstlicher Intelligenz, Big Data und Virtualität. In: Ralph Bergold, Jochen Sautermeister und André Schröder (Hg.): Dem Wandel eine menschliche Gestalt geben. Sozialethische Perspektiven für die Gesellschaft von morgen. Freiburg: Herder 2017, S. 173–191.
- Filipović, Alexander: Die Katastrophe als medialer Ereignis-Modus. Medienethische Perspektiven auf das Verhältnis von Ereignisrealität und Medienereignis. In: Michael Reder, Verena Risse und Mara-Daria Cojocaru (Hg.): Katastrophen – Perspektiven. Stuttgart: Kohlhammer 2016 (Globale Solidarität, 26), S. 137–158.
- Filipović, Alexander (2015): Erfahrung – Vernunft – Praxis. Christliche Sozialethik im Gespräch mit dem philosophischen Pragmatismus. Paderborn u. a.: Schöningh (Gerechtigkeit – Ethik – Religion, 2). – Erschienen am 10. Dezember 2014.
- mit Michael Jaeckel und Christian Schicha (Hrsg.): Medien- und Zivilgesellschaft. (Kommunikations- und Medienethik, 1). Weinheim: Juventa 2012.
- Ethik der Medienritualität jugendlicher Identitätsentwicklung. In: Petra Grimm und Oliver Zöllner (Hg.): Medien – Rituale – Jugend. Perspektiven auf Medienkommunikation im Alltag junger Menschen. (Medienethik, 9). Stuttgart: Franz Steiner 2011, S. 29–41.
- Literacy und die Bedeutung gesellschaftlicher Beteiligung. Medien- und bildungsethische Überlegungen. In: Wimmer, Michael; Reichenbach, Roland, Pongratz, Ludwig (Hrsg.): Medien, Technik und Bildung. (Schriftenreihe der Kommission Bildungs- und Erziehungsphilosophie der DGfE). Paderborn: Schöningh 2009, S. 159–173.
- Das demokratische Ethos als Praxis. Der philosophische Pragmatismus und die Frage nach dem gesellschaftlichen Zusammenhalt. In: Jahrbuch für Christliche Sozialwissenschaften, Jg. 50, 2009, S. 133–164.
- Öffentliche Kommunikation in der Wissensgesellschaft. Sozialethische Analysen (Forum Bildungsethik, 2). Bielefeld: W. Bertelsmann Verlag 2007.